# Liste des records d'Afrique de cyclisme sur piste
Les records de Afrique de cyclisme sur piste sont les meilleures performances réalisées par des pistards africains et homologuées par la Confédération africaine de cyclisme.

## Hommes
| Épreuve                                         | Record    | Cycliste                                                 | Pays           | Date            | Compétition          | Lieu                      | Ref   |
| ----------------------------------------------- | --------- | -------------------------------------------------------- | -------------- | --------------- | -------------------- | ------------------------- | ----- |
| Sprint sur 200 mètres, départ lancé             | 9.786     | Bernard Esterhuizen                                      | Afrique du Sud | 19 janvier 2013 | Coupe du monde       | Aguascalientes, Mexique   | [ 1 ] |
| Kilomètre contre-la-montre, départ arrêté       | 1:00.673  | Bernard Esterhuizen                                      | Afrique du Sud | 7 décembre 2013 | Coupe du monde       | Aguascalientes, Mexico    | [ 2 ] |
| Sprint sur 750 mètres par équipes départ arrêté | 46.396    | Bernard Esterhuizen Jean Nel Jean Smit                   | Afrique du Sud | Avril 2013      |                      | Bellville, Afrique du Sud |       |
| Poursuite individuelle sur 4 000 mètres         | 4:20.179  | Gert Fouche                                              | Afrique du Sud | 19 août 2019    |                      | Aguascalientes, Mexique   |       |
| Poursuite par équipes sur 4 000 mètres          | 4:11.711  | Steven van Heerden David Maree Nolan Hoffman Gert Fouche | Afrique du Sud | 5 avril 2018    | Jeux du Commonwealth | Brisbane, Australie       | [ 3 ] |
| Record de l'heure                               | 51.599 km | Gert Fouche                                              | Afrique du Sud | 21 août 2019    |                      | Aguascalientes, Mexique   |       |

## Femmes
| Épreuve                                         | Record   | Cycliste                                                        | Pays           | Date            | Compétition           | Lieu                | Ref   |
| ----------------------------------------------- | -------- | --------------------------------------------------------------- | -------------- | --------------- | --------------------- | ------------------- | ----- |
| Sprint sur 200 mètres, départ lancé             | 11.105   | Charlene Du Preez                                               | Afrique du Sud | 27 février 2020 | Championnats du monde | Berlin, Allemagne   | [ 4 ] |
| Contre-la-montre sur 500 mètres, départ arrêté  | 35.183   | Charlene Du Preez                                               | Afrique du Sud | 29 février 2020 | Championnats du monde | Berlin, Allemagne   | [ 5 ] |
| Sprint sur 500 mètres par équipes départ arrêté | 36.235   | Charlene Du Preez                                               | Afrique du Sud | 2 mars 2019     | Championnats du monde | Pruszków, Pologne   | [ 6 ] |
| Poursuite individuelle sur 3 000 mètres         | 3:45.764 | Charlene Du Preez                                               | Afrique du Sud | 6 avril 2018    | Jeux du Commonwealth  | Brisbane, Australie | [ 7 ] |
| Poursuite par équipes sur 4 000 mètres          | 4:51.244 | Ilze Bole Charlene du Preez Adelia Neethling Elfriede Wolfaardt | Afrique du Sud | 5 avril 2018    | Jeux du Commonwealth  | Brisbane, Australie | [ 8 ] |